# 토머스 드 퀸시
토머스 드 퀸시(Thomas de Quincey, 1785년~1859년)는 영국의 소설가, 수필가이다. 옥스퍼드 재학 때부터 아편을 먹기 시작하여 <아편 상용자의 고백>(1822)으로 알려졌다. 저작은 문예비평·역사·경제 등 다방면에 걸쳐 있지만 에세이로서는 <살인의 예술적 고찰>(1827), <심연에서의 탄식>(1845), <영국의 우편마차>(1849) 등이고 문예비평은 <맥베스에 있어서 문의 노크에 관하여>(1823)가 우수하다. <호반시인(湖畔詩人)들의 회상>(1834)은 워즈워스, 콜리지와 같은 낭만파 시인들의 성격에 대하여 날카로운 눈으로 평가를 하고 있다. 그는 화려하고 여운(餘韻)이 풍부한 명문을 구사한 에세이스트였다.